# Hugyag
Hugyag è un comune dell'Ungheria di 911 abitanti (dati 2001). È situato nella contea di Nógrád.